# Coppa Davis 1997
La Coppa Davis 1997 è stata la 86ª edizione del torneo riservato alle nazionali maschili di tennis. Vi hanno partecipato 127 nazioni. Nella finale disputata dal 28 al 30 novembre allo Scandinavium di Göteborg in Svezia, la Svezia ha battuto gli Stati Uniti. La Svezia ha vinto il 6º titolo della sua storia.

## Gruppo Mondiale
| Squadre partecipanti | Squadre partecipanti | Squadre partecipanti | Squadre partecipanti |
| Australia            | Brasile              | Rep. Ceca            | Francia              |
| Germania             | India                | Italia               | Messico              |
| Paesi Bassi          | Romania              | Russia               | Sudafrica            |
| Spagna               | Svezia               | Svizzera             | Stati Uniti          |
| -------------------- | -------------------- | -------------------- | -------------------- |

### Tabellone
|  | Primo turno 7-9 febbraio                | Primo turno 7-9 febbraio | Primo turno 7-9 febbraio          |                                      |             | Quarti di finale 4-6 aprile | Quarti di finale 4-6 aprile           | Quarti di finale 4-6 aprile |   |  | Semifinali 19-21 settembre | Semifinali 19-21 settembre          | Semifinali 19-21 settembre |   |  | Finale 28-30 novembre | Finale 28-30 novembre | Finale 28-30 novembre |
|  |                                         |                          |                                   |                                      |             |                             |                                       |                             |   |  |                            |                                     |                            |   |  |                       |                       |                       |
|  | Ribeirão Preto, Brasile (Terra)         |                          |                                   |                                      |             |                             |                                       |                             |   |  |                            |                                     |                            |   |  |                       |                       |                       |
|  |                                         | Stati Uniti              | 4                                 |                                      |             |                             |                                       |                             |   |  |                            |                                     |                            |   |  |                       |                       |                       |
|  |                                         | Stati Uniti              | 4                                 | Newport Beach, Stati Uniti (Cemento) |             |                             |                                       |                             |   |  |                            |                                     |                            |   |  |                       |                       |                       |
|  |                                         | Brasile                  | 1                                 |                                      |             |                             |                                       |                             |   |  |                            |                                     |                            |   |  |                       |                       |                       |
|  |                                         | Brasile                  | 1                                 |                                      | Stati Uniti | 4                           |                                       |                             |   |  |                            |                                     |                            |   |  |                       |                       |                       |
|  | Bucarest, Romania (Cemento indoor)      |                          |                                   |                                      | Stati Uniti | 4                           |                                       |                             |   |  |                            |                                     |                            |   |  |                       |                       |                       |
|  |                                         |                          | Paesi Bassi                       | 1                                    |             |                             |                                       |                             |   |  |                            |                                     |                            |   |  |                       |                       |                       |
|  |                                         | Paesi Bassi              | Paesi Bassi                       | 1                                    | 3           |                             |                                       |                             |   |  |                            |                                     |                            |   |  |                       |                       |                       |
|  |                                         | Paesi Bassi              |                                   |                                      | 3           |                             | Washington, Stati Uniti (Cemento)     |                             |   |  |                            |                                     |                            |   |  |                       |                       |                       |
|  |                                         | Romania                  | 2                                 |                                      |             |                             |                                       |                             |   |  |                            |                                     |                            |   |  |                       |                       |                       |
|  |                                         |                          |                                   |                                      |             |                             |                                       | Stati Uniti                 | 4 |  |                            |                                     |                            |   |  |                       |                       |                       |
|  | Sydney, Australia (erba)                |                          |                                   |                                      |             |                             |                                       | Stati Uniti                 | 4 |  |                            |                                     |                            |   |  |                       |                       |                       |
|  |                                         |                          | Australia                         | 1                                    |             |                             |                                       |                             |   |  |                            |                                     |                            |   |  |                       |                       |                       |
|  |                                         | Francia                  | Australia                         | 1                                    | 1           |                             |                                       |                             |   |  |                            |                                     |                            |   |  |                       |                       |                       |
|  |                                         | Francia                  | Adelaide, Australia (erba)        |                                      | 1           |                             |                                       |                             |   |  |                            |                                     |                            |   |  |                       |                       |                       |
|  |                                         | Australia                | 4                                 |                                      |             |                             |                                       |                             |   |  |                            |                                     |                            |   |  |                       |                       |                       |
|  |                                         | Australia                | 4                                 |                                      | Australia   | 5                           |                                       |                             |   |  |                            |                                     |                            |   |  |                       |                       |                       |
|  | Príbram, Repubblica Ceca (Terra indoor) |                          |                                   |                                      | Australia   | 5                           |                                       |                             |   |  |                            |                                     |                            |   |  |                       |                       |                       |
|  |                                         |                          | Rep. Ceca                         | 0                                    |             |                             |                                       |                             |   |  |                            |                                     |                            |   |  |                       |                       |                       |
|  |                                         | Rep. Ceca                | Rep. Ceca                         | 0                                    | 3           |                             |                                       |                             |   |  |                            |                                     |                            |   |  |                       |                       |                       |
|  |                                         | Rep. Ceca                |                                   |                                      | 3           |                             |                                       |                             |   |  |                            | Göteborg, Svezia (Sintetico indoor) |                            |   |  |                       |                       |                       |
|  |                                         | India                    | 2                                 |                                      |             |                             |                                       |                             |   |  |                            |                                     |                            |   |  |                       |                       |                       |
|  |                                         |                          |                                   |                                      |             |                             |                                       |                             |   |  |                            |                                     | Stati Uniti                | 0 |  |                       |                       |                       |
|  | Roma, Italia (Terra)                    |                          |                                   |                                      |             |                             |                                       |                             |   |  |                            |                                     | Stati Uniti                | 0 |  |                       |                       |                       |
|  |                                         |                          | Svezia                            | 5                                    |             |                             |                                       |                             |   |  |                            |                                     |                            |   |  |                       |                       |                       |
|  |                                         | Messico                  | Svezia                            | 5                                    | 1           |                             |                                       |                             |   |  |                            |                                     |                            |   |  |                       |                       |                       |
|  |                                         | Messico                  | Pesaro, Italia (Sintetico indoor) |                                      | 1           |                             |                                       |                             |   |  |                            |                                     |                            |   |  |                       |                       |                       |
|  |                                         | Italia                   | 4                                 |                                      |             |                             |                                       |                             |   |  |                            |                                     |                            |   |  |                       |                       |                       |
|  |                                         | Italia                   | 4                                 |                                      | Italia      | 4                           |                                       |                             |   |  |                            |                                     |                            |   |  |                       |                       |                       |
|  | Capdepera, Maiorca, Spagna (Terra)      |                          |                                   |                                      | Italia      | 4                           |                                       |                             |   |  |                            |                                     |                            |   |  |                       |                       |                       |
|  |                                         |                          | Spagna                            | 1                                    |             |                             |                                       |                             |   |  |                            |                                     |                            |   |  |                       |                       |                       |
|  |                                         | Spagna                   | Spagna                            | 1                                    | 4           |                             |                                       |                             |   |  |                            |                                     |                            |   |  |                       |                       |                       |
|  |                                         | Spagna                   |                                   |                                      | 4           |                             | Norrköping, Svezia (Sintetico indoor) |                             |   |  |                            |                                     |                            |   |  |                       |                       |                       |
|  |                                         | Germania                 | 1                                 |                                      |             |                             |                                       |                             |   |  |                            |                                     |                            |   |  |                       |                       |                       |
|  |                                         |                          |                                   |                                      |             |                             |                                       | Italia                      | 1 |  |                            |                                     |                            |   |  |                       |                       |                       |
|  | Durban, Sudafrica (Cemento)             |                          |                                   |                                      |             |                             |                                       | Italia                      | 1 |  |                            |                                     |                            |   |  |                       |                       |                       |
|  |                                         |                          | Svezia                            | 4                                    |             |                             |                                       |                             |   |  |                            |                                     |                            |   |  |                       |                       |                       |
|  |                                         | Sudafrica                | Svezia                            | 4                                    | 3           |                             |                                       |                             |   |  |                            |                                     |                            |   |  |                       |                       |                       |
|  |                                         | Sudafrica                | Växjö, Svezia (Sintetico indoor)  |                                      | 3           |                             |                                       |                             |   |  |                            |                                     |                            |   |  |                       |                       |                       |
|  |                                         | Russia                   | 1                                 |                                      |             |                             |                                       |                             |   |  |                            |                                     |                            |   |  |                       |                       |                       |
|  |                                         | Russia                   | 1                                 |                                      | Sudafrica   | 2                           |                                       |                             |   |  |                            |                                     |                            |   |  |                       |                       |                       |
|  | Luleå, Svezia (Cemento indoor)          |                          |                                   |                                      | Sudafrica   | 2                           |                                       |                             |   |  |                            |                                     |                            |   |  |                       |                       |                       |
|  |                                         |                          | Svezia                            | 3                                    |             |                             |                                       |                             |   |  |                            |                                     |                            |   |  |                       |                       |                       |
|  |                                         | Svizzera                 | Svezia                            | 3                                    | 1           |                             |                                       |                             |   |  |                            |                                     |                            |   |  |                       |                       |                       |
|  |                                         | Svizzera                 |                                   |                                      | 1           |                             |                                       |                             |   |  |                            |                                     |                            |   |  |                       |                       |                       |
|  |                                         | Svezia                   | 4                                 |                                      |             |                             |                                       |                             |   |  |                            |                                     |                            |   |  |                       |                       |                       |

### Finale
| Svezia 5 | Scandinavium, Göteborg, Svezia 28-30 novembre 1997 sintetico (indoor) | Scandinavium, Göteborg, Svezia 28-30 novembre 1997 sintetico (indoor) | Stati Uniti 0 |      |     |     |   |        |
| \| \| \| \| 1 \| 2 \| 3 \| 4 \| 5 \| \| \| - \| \| ----------------------------------------------------------- \| ---- \| ---- \| --- \| --- \| - \| ------ \| \| 1 \| \| Jonas Björkman Michael Chang \| 7 5 \| 1 6 \| 6 3 \| 6 3 \| \| \| \| 2 \| \| Magnus Larsson Pete Sampras \| 3 6 \| 7 61 \| 2 1 \| \| \| ritiro \| \| 3 \| \| Jonas Björkman / Nicklas Kulti Todd Martin / Jonathan Stark \| 6 4 \| 6 4 \| 6 4 \| \| \| \| \| 4 \| \| Jonas Björkman Jonathan Stark \| 6 1 \| 6 1 \| \| \| \| \| \| 5 \| \| Magnus Larsson Michael Chang \| 7 65 \| 6 7 \| 6 4 \| \| \| \| |                                                                       |                                                                       |               |      |     |     |   |        |
| |                                                                       |                                                                       | 1             | 2    | 3   | 4   | 5 |        |
| 1 | Svezia (bandiera) · Stati Uniti (bandiera)                            | Jonas Björkman Michael Chang                                          | 7 5           | 1 6  | 6 3 | 6 3 |   |        |
| 2 | Svezia (bandiera) · Stati Uniti (bandiera)                            | Magnus Larsson Pete Sampras                                           | 3 6           | 7 61 | 2 1 |     |   | ritiro |
| 3 | Svezia (bandiera) · Stati Uniti (bandiera)                            | Jonas Björkman / Nicklas Kulti Todd Martin / Jonathan Stark           | 6 4           | 6 4  | 6 4 |     |   |        |
| 4 | Svezia (bandiera) · Stati Uniti (bandiera)                            | Jonas Björkman Jonathan Stark                                         | 6 1           | 6 1  |     |     |   |        |
| 5 | Svezia (bandiera) · Stati Uniti (bandiera)                            | Magnus Larsson Michael Chang                                          | 7 65          | 6 7  | 6 4 |     |   |        |

## Turno di qualificazione al Gruppo Mondiale
Date: 19-21 settembre
| Città                                | Squadra ospitante | Punteggio | Squadra ospite |
| ------------------------------------ | ----------------- | --------- | -------------- |
| Harare, Zimbabwe (Cemento indoor)    | Zimbabwe          | 3-2       | Austria        |
| Florianópolis, Brasile (Terra)       | Brasile           | 5-0       | Nuova Zelanda  |
| Nuova Delhi, India (erba)            | India             | 3-2       | Cile           |
| Gand, Belgio (Terra indoor)          | Belgio            | 3-2       | Francia        |
| Essen, Germania (Sintetico indoor)   | Germania          | 5-0       | Messico        |
| Mosca, Russia (Sintetico indoor)     | Russia            | 3-2       | Romania        |
| Montréal, Canada (Sintetico indoor)  | Canada            | 1-4       | Slovacchia     |
| Locarno, Svizzera (Sintetico indoor) | Svizzera          | 3-2       | Corea del Sud  |

- Slovacchia e Zimbabwe promosse al Gruppo Mondiale della Coppa Davis 1998.
- Brasile, Francia, Germania, India, Russia e Svizzera rimangono nel Gruppo Mondiale della Coppa Davis 1998.
- Austria (EA), Belgio (EA), Canada (AMN), Cile (AMN), Nuova Zelanda (AO) e Corea del Sud (AO) rimangono nel Gruppo I della Coppa Davis 1998.
- Messico (AMN) e Romania (EA) retrocesse nel Gruppo I della Coppa Davis 1998.

## Zona Americana

### Gruppo I
Squadre partecipanti
- Argentina
- Bahamas
- Canada — promossa al Turno di qualificazione al Gruppo Mondiale
- Cile — promossa al Turno di qualificazione al Gruppo Mondiale
- Ecuador
- Venezuela — retrocessa nel Gruppo II della Coppa Davis 1998

### Gruppo II
Squadre partecipanti
- Colombia — promossa al Gruppo I della Coppa Davis 1998
- Cuba
- El Salvador — retrocessa nel Gruppo III della Coppa Davis 1998
- Haiti
- Paraguay
- Perù
- Porto Rico — retrocessa nel Gruppo III della Coppa Davis 1998
- Uruguay

### Gruppo III
Squadre partecipanti
- Antigua e Barbuda
- Barbados — retrocessa nel Gruppo IV della Coppa Davis 1998
- Bolivia
- Guatemala — promossa al Gruppo II della Coppa Davis 1998
- Giamaica — promossa al Gruppo II della Coppa Davis 1998
- Panama
- Rep. Dominicana
- Trinidad e Tobago — retrocessa nel Gruppo IV della Coppa Davis 1998

### Gruppo IV
Squadre partecipanti
- Bermuda — promossa al Gruppo III della Coppa Davis 1998
- Caraibi dell'est
- Costa Rica — promossa al Gruppo III della Coppa Davis 1998

## Zona Asia/Oceania

### Gruppo I
Squadre partecipanti
- Cina
- Corea del Sud — promossa al Turno di qualificazione al Gruppo Mondiale
- Filippine — retrocessa nel Gruppo II della Coppa Davis 1998
- Giappone
- Indonesia
- Nuova Zelanda — promossa al Turno di qualificazione al Gruppo Mondiale
- Uzbekistan

### Gruppo II
Squadre partecipanti
- Arabia Saudita — retrocessa nel Gruppo III della Coppa Davis 1998
- Hong Kong
- Iran
- Libano — promossa al Gruppo I della Coppa Davis 1998
- Pakistan
- Singapore — retrocessa nel Gruppo III della Coppa Davis 1998
- Taipei cinese
- Thailandia

### Gruppo III
Squadre partecipanti
- Bahrein — retrocessa nel Gruppo IV della Coppa Davis 1998
- Bangladesh — retrocessa nel Gruppo IV della Coppa Davis 1998
- Kazakistan
- Kuwait
- Malaysia
- Oceania Pacifica — promossa al Gruppo II della Coppa Davis 1998
- Qatar — promossa al Gruppo II della Coppa Davis 1998
- Sri Lanka

### Gruppo IV
Squadre partecipanti
- Brunei
- Emirati Arabi Uniti
- Giordania
- Oman
- Siria — promossa al Gruppo III della Coppa Davis 1998
- Tagikistan — promossa al Gruppo III della Coppa Davis 1998

## Zona Euro-Africana

### Gruppo I
Squadre partecipanti
- Austria — promossa al Turno di qualificazione al Gruppo Mondiale
- Belgio — promossa al Turno di qualificazione al Gruppo Mondiale
- Croazia
- Danimarca
- Israele
- Marocco — retrocessa nel Gruppo II della Coppa Davis 1998
- Regno Unito
- Slovacchia — promossa al Turno di qualificazione al Gruppo Mondiale
- Ucraina
- Ungheria — retrocessa nel Gruppo II della Coppa Davis 1998
- Zimbabwe — promossa al Turno di qualificazione al Gruppo Mondiale

### Gruppo II
Squadre partecipanti
- Bielorussia
- Costa d'Avorio
- Egitto
- Finlandia — promossa al Gruppo I della Coppa Davis 1998
- Georgia
- Ghana — retrocessa nel Gruppo III della Coppa Davis 1998
- Grecia — retrocessa nel Gruppo III della Coppa Davis 1998
- Irlanda
- Jugoslavia
- Lettonia
- Lituania — retrocessa nel Gruppo III della Coppa Davis 1998
- Nigeria — retrocessa nel Gruppo III della Coppa Davis 1998
- Norvegia — promossa al Gruppo I della Coppa Davis 1998
- Polonia
- Portogallo
- Slovenia

### Gruppo III

#### Girone A
Squadre partecipanti
- Armenia — retrocessa nel Gruppo IV della Coppa Davis 1998
- Bosnia ed Erzegovina
- Etiopia — retrocessa nel Gruppo IV della Coppa Davis 1998
- Lussemburgo — promossa al Gruppo II della Coppa Davis 1998
- Macedonia
- San Marino
- Senegal — promossa al Gruppo II della Coppa Davis 1998
- Turchia

#### Girone B
Squadre partecipanti
- Algeria — retrocessa nel Gruppo IV della Coppa Davis 1998
- Bulgaria — promossa al Gruppo II della Coppa Davis 1998
- Camerun — retrocessa nel Gruppo IV della Coppa Davis 1998
- Estonia
- Kenya
- Malta
- Moldavia
- Monaco — promossa al Gruppo II della Coppa Davis 1998

### Gruppo IV

#### Girone I
Squadre partecipanti
- Botswana
- Gibuti
- Islanda
- Liechtenstein
- Madagascar — promossa al Gruppo III della Coppa Davis 1998
- Sudan
- Togo — promossa al Gruppo III della Coppa Davis 1998
- Uganda

#### Girone II
Squadre partecipanti
- Azerbaigian
- Benin
- Cipro — promossa al Gruppo III della Coppa Davis 1998
- Rep. del Congo
- Tunisia — promossa al Gruppo III della Coppa Davis 1998
- Zambia